# Загородна вулиця (Київ)
Загоро́дна (Загоро́дня) вулиця — зникла вулиця, що існувала в Печерському району міста Києва, місцевість Нова Забудова. Пролягала від Предславинської вулиці до вулиці Василя Тютюнника (в останні роки існування).

## Історія
Виникла у 1-й половині XIX століття, під такою ж назвою, як така, що пролягає за містом (рос. за го́родом) — це була остання вулиця з боку міста. Первісно пролягала між Великою Васильківською та Прозорівською (Василя Тютюнника) вулицями. Згодом до неї було приєднано Ли́бідський провулок, і вулиця отримала ту довжину, що вона її зберігала до 1977 року — від Бульйонської (Казимира Малевича) до Прозорівської (Василя Тютюнника) вулиці.
1977 року вулицю знову було поділено навпіл — та частина, що колись була Либідським провулком, отримала назву вулиця Панаса Любченка (нині - вулиця Загородня), решта вулиці продовжувала існувати під старою назвою.
Наприкінці 1970-х років скорочена на квартал, на початку 1980-х років — остаточно ліквідована у зв'язку зі зміною забудови та частковим переплануванням.